# إيفايلو بتروف (لاعب كرة قدم)
إيفايلو بتروف (بالبلغارية: Ивайло Петров)‏ هو لاعب كرة قدم بلغاري في مركز حراسة المرمى، ولد في 3 مايو 1973 في صوفيا في بلغاريا. لعب مع سسكا صوفيا ونادي أيك لارنكا ونادي بيروي ستارا زاغورا ونادي تشيرنو مور فارنا.

## وصلات خارجية
- إيفايلو بتروف (لاعب كرة قدم) على موقع قاعدة بيانات كرة القدم.إي يو (الإنجليزية)
- إيفايلو بتروف (لاعب كرة قدم) على موقع عالم كرة القدم.نت (الإنجليزية)